# جیجاق طوق‌سفید
جیجاق طوق‌سفید(نام علمی: Cyanolyca viridicyanus) نام یک گونه از سرده کبودجیجاق‌های کوچک است.